# Briana Blair
Briana Blair (Atlanta, Georgia 24 de junho de 1987) é uma ex-líder de torcida da NBA, atriz pornográfica aposentada e modelo de nu artístico.

## Carreira
Briana foi uma líder de torcida do Atlanta Hawks na NBA e do Atlanta Thrashers na NHL.
Quando seu contrato de três anos com o Atlanta Hawks terminou, ela se mudou para Los Angeles, onde conheceu um agente do entretenimento adulto durante uma sessão de fotos para uma revista. O agente perguntou-lhe se havia interesse em trabalhar na indústria adulta e Briana aceitou.
Ela também trabalha como modelo e foi capa da revista Hustler em 2010.
Briana ficou entre as 50 líderes de torcida mais sexy na lista da Bleacher Report.
Em julho de 2011 ela anunciou na página inicial de seu site oficial sua aposentadoria do pornô. No mês seguinte se tornou jogadora da Lingerie Basketball League.

## Prêmios e indicações
| Ano  | Cerimônia         | Resultado | Prêmio                         | Trabalho |
| ---- | ----------------- | --------- | ------------------------------ | -------- |
| 2010 | NightMoves Awards | Indicado  | Melhor nova estrela            | —        |
| 2011 | AVN Award         | Indicado  | Melhor nova estrela            | —        |
| 2011 | AVN Award         | Indicado  | Melhor cena de sexo oral       | —        |
| 2011 | AVN Award         | Indicado  | Melhor cena grupal de mulheres | —        |
| 2011 | AVN Award         | Indicado  | Melhor cena grupal             | —        |
| 2011 | XBIZ Award        | Indicado  | Nova estrela do ano            | —        |